# Мудимбе, Валантен-Ив
Валантен-Ив Мудимбе (фр. Valentin-Yves Mudimbe; 8 декабря 1941, Ликаси, Катанга — 22 апреля 2025, Северная Каролина) — конголезский философ, профессор, автор стихов, романов, а также книг и статей по африканской культуре и интеллектуальной истории, написанных на французском и английском языках. Мудимбе — профессор романоведения Рут Ф. ДеВарни и профессор сравнительного литературоведения в Университете Дьюка, а также ведущий конференций в Высшей школе социальных наук в Париже.

## Ранние годы и карьера
Валантен-Ив Мудимбе (временно переименованный в Мудимбе Вумби Йока во время мобутистской политики заиризации) родился в семье горняка в Ликаси (ранее Жадовиль) в Бельгийском Конго, ныне Демократическая Республика Конго. В молодости он посещал в семинарию и готовился уйти в бенедиктинский монастырь, но вернулся к светской жизни в 1962 году, чтобы изучать силы, сформировавшие историю Африки, в Университете Лованиум в Киншасе, где среди его преподавателей был философ Франц Краэй. Получив там степень бакалавра в 1964 году, он продолжил учёбу в Безансоне, Сорбонне, Лёвене (доктор философии, 1970 г.).
Затем вернулся на родину, где преподавал в Национальном университете Заира (кампус Лубумбаши) и активно сотрудничал в местных журналах (Presence universitaire, Congo-Afrique, Etudes congolaises). Однако в 1979 году вылетел в Соединённые Штаты, отправившись, как и многие другие представители заирской интеллигенции, в изгнание по политическим мотивам. Он посетил многие страны Африки и Западной Европы, преподавал в Хаверфорд-колледже и Стэнфордском университете, ныне является почётным профессором программы по литературе в Университете Дьюка (штат Северная Каролина). Его работа оказала большое влияние на многие дисциплины, включая африканистику, философию, социологию, антропологию, лингвистику, литературу и историю.

## Работа
Как автор художественной литературы дебютировал сборником философских стихов «Разрывы» (Déchirures, 1971). Известность получила его следующая книга — социально-философский роман «Унесённый течением» (Entre les eaux, 1973), описывающим бурные события в стране с точки зрения конголезского священника-интеллектуала. Последовали романы «Прекрасные нечистоты» (Le Bel immonde, 1976) и «Скачок» (L’Ecart, 1979), посвящённые осмысления насилия в африканских реалиях.
Работа Мудимбе считается очень влиятельной для африканистики, особенно его главная книга «Изобретение Африки» (The invention of Africa, 1988) и близкая по тематике «Идея Африки» (The Idea of Africa, 1994). Его сочинения изменили интеллектуальную историю Африки, бросив вызов доминирующей исторической реконструкции греческой философии, которая, по его словам, была расовой. Влияние работ Мудимбе на африканистику сравнивали с влиянием книги Эдварда Саида «Ориентализм» на постколониальные исследования. Мудимбе показал, что без критики эпистемологий, лежавших в основе рассуждений об Африке, критические подходы могут стать бесплодными. Он получил премию Херсковица, присуждённую Ассоциацией африканских исследований в 1989 году.
Построенная для Университета Лубумбаши библиотека носит его имя.
Мудимбе уделял особое внимание феноменологии, структурализму, мифологическим нарративам, а также практике и использованию языка. Как профессор он читал курсы по этим темам, а также по древнегреческой культурной географии.
Умер 22 апреля 2025 года в Северной Каролине в возрасте 83 лет.

## Книги
Романы
- Déchirures (1971)
- Entre les eaux (1973); в английском переводе Between Tides by Stephen Baker (1991)
- Entretailles (1973)
- L’Autre Face du royaume (1973)
- Les Fuseaux (1974)
- Le Bel immonde (1976); в английском переводе Before the Birth of the Moon by Marjolijn de Jager (1989)
- L’Ecart (1979); в английском переводе The Rift by Marjolijn de Jager (1993)
- Shaba deux (1988)
- Les Corps glorieux des mots et des êtres (1994)

Эссе
- The Mudimbe Reader, Edited by Pierre-Philippe Fraiture and Daniel Orrells, University of Virginia Press.
- L’Odeur du père, Présence Africaine (1982)
- The Invention of Africa : Gnosis, Philosophy and the Order of Knowledge, Indiana University Press (1988)
- Parables and Fables : Exegesis Textuality and Politics in Central Africa, The University of Wisconsin Press (1991)
- The Surreptitious Speech: Presence Africaine and the Politics of Otherness 1947—1987, University of Chicago Press (1992)
- Africa & the Disciplines, coeditor, University of Chicago Press (1993)
- The Idea of Africa, African Systems of Thought, Indiana University Press, (1994)
- Tales of Faith: Religion as Political Performance in Central Africa, Athlone Press (1997)
- Nations, Identities, Cultures, editor, Duke University Press (1997)
- Diaspora and Immigration, coeditor, South Atlantic Quarterly special issue, Duke University Press (1999)
- The Normal & Its Orders, coeditor, Editions Malaïka (2007)
- On African Fault Lines: Meditations on Alterity Politics, University of KwaZulu-Natal Press (2013)